# Рауль Браганча Нето
Рауль Вагнер да Консейсао Браганча Нето (1946 — 14 квітня 2014, Тулуза) — прем'єр-міністр Сан-Томе і Принсіпі з 19 листопада 1996 по 5 січня 1999 р.

## Життєпис
Він належав до визвольного руху Сан-Томе та Принсіпі-соціал-демократичної партії (MLSTP-PSD). Він служив в армії, де його перевели в звання полковника запасу. Він був начальником штабу збройних сил, а також міністром оборони та громадського порядку. Він був призначений прем'єр-міністром коаліційного уряду наприкінці 1996 року після того, як уряд Арміндо Ваз д'Алмейді не зміг захиститися під час вотуму недовіри. Він закінчив своє прем'єрство після призначення нового кабінету на чолі з Гільгерме Посер да Коста, який був обраний після парламентських виборів у листопаді 1998 р.
Він помер у 2014 році у Франції після тривалої хвороби.